# Малая Деревичка
Малая Деревичка (укр. Мала Деревичка) — село на Украине, находится в Любарском районе Житомирской области.
Код КОАТУУ — 1823183202. Население по переписи 2001 года составляет 510 человек. Почтовый индекс — 13125. Телефонный код — 4147. Занимает площадь 14,86 км².

## Адрес местного совета
13124, Житомирская область, Любарский р-н, с.Глезно, ул.Центральная, 1